# Хиггинс, Клэр
Клэр Фрэнсис Элизабет Хиггинс (англ. Clare Frances Elizabeth Higgins; род. 10 ноября 1955, Брадфорд) — британская актриса

 театра и кино. Окончила Лондонскую академию музыкального и драматического искусства.

## Биография
Клэр Хиггинс родилась в Брэдфорде, Уэст-Райдинг Йоркшира, в семье Паулы Сесилии (урожденной Мерфи) и Джеймса Стивена Хиггинса. Родители были выходцами из рабочего класса ирландских католиков, и работали учителями. Хиггинс с детства увлекалась актерским мастерством. После изгнания из монастырской школы она сбежала из дома в семнадцать лет. В 19 лет родила мальчика, но по настоянию социального работника отдала его на усыновление.